# Bruno Fratus
Bruno Giuseppe Fratus (né le 22 juin 1989 à Macaé, État de Rio de Janeiro) est un nageur brésilien, spécialiste du 50 m nage libre. Au 50 mètres nage libre, il a remporté une médaille de bronze aux Jeux olympiques d'été de 2020 à Tokyo, 3 médailles d'affilée aux Championnats du monde en 2015, 2017 et 2019 (2 d'argent et 1 de bronze), en plus d'avoir décroché l'argent aux Relais 4×100 mètres nage libre en 2017. Il est également médaillé d'or au 50 mètres nage libre aux Championnats pan-pacifiques 2014 et aux Jeux panaméricains 2019.

## Carrière internationale

### 2010-2012
Aux Championnats pan-pacifiques 2010 à Irvine, Californie, États-Unis, Fratus a fait sa première participation majeure à un tournoi international, terminant 4e au 50 mètres nage libre, avec un temps de 21,93 secondes. Il a également terminé 25e au 100 mètres nage libre,.
Aux Championnats du monde de natation 2011 qui se sont tenus à Shanghai, en Chine, Fratus a réalisé le temps le plus rapide en demi-finale du 50 mètres nage libre : 21,76 secondes. Il a terminé 5e de la finale, avec un temps de 21,96 secondes. Aux Jeux panaméricains de 2011 à Guadalajara, Fratus a remporté trois médailles: la médaille d'or aux relais 4 × 100 mètres nage libre et quatre nages et la médaille d'argent au 50 mètres nage libre,,,,.
En avril 2012, disputant le trophée Maria Lenk à Rio de Janeiro, Fratus a obtenu la marque de 21,70 secondes au 50 mètres nage libre.

### Jeux olympiques de 2012
Aux Jeux olympiques d'été de 2012 à Londres, Fratus a atteint la finale du 50 mètres nage libre où il a obtenu une quatrième place avec un temps de 21,61 secondes, touchant le mur à peine 0,02 seconde après César Cielo, qui a remporté la médaille de bronze avec un temps de 21,59 secondes.

### 2013-2016
En mai 2013, Fratus a subi une intervention chirurgicale pour résoudre une blessure à l'épaule droite, qui avait duré deux ans.
Fratus a remporté une médaille d'or aux Jeux sud-américains de 2014. Au 50 mètres nage libre, il a battu le record de la compétition avec un temps de 22,12 dans les séries. Au Trophée Maria Lenk 2014, à São Paulo, il a remporté une médaille d'argent au 50 mètres nage libre avec un temps de 21,45, perdant seulement face à Cielo, qui a gagné avec un temps de 21,39,,.
Aux Championnats pan-pacifiques 2014 à Gold Coast, Queensland, Australie, Fratus a remporté une médaille de bronze au relais brésilien 4 × 100 mètres nage libre, avec João de Lucca, Marcelo Chierighini et Nicolas Oliveira. Le lendemain, il a remporté la médaille d'or au 50 mètres nage libre, battant les champions olympiques Anthony Ervin et Nathan Adrian, battant le record du championnat et battant son record personnel avec un temps de 21,44,.
En Décembre 2014, à l'Open du Brésil, à Rio de Janeiro, il a nagé le meilleur de sa vie au 100 mètres nage libre, avec un temps de 48.57, et dans le 50 mètres nage libre, avec un temps de 21.41,.
En avril 2015, il a participé au Championnat brésilien de grand bassin (Trophée Maria Lenk) pour l'Esporte Clube Pinheiros. Il a réalisé un temps de 21,74 lors des qualifications du 50 mètres nage libre, étant alors la deuxième meilleure note du classement mondial 2015. Il a remporté la finale du 50 mètres nage libre, battant César Cielo avec le même temps que les qualifications,.
En juillet, Fratus a participé aux Jeux panaméricains de 2015, à Toronto. Il a remporté la médaille d'or au relais 4 × 100 mètres nage libre, avec Matheus Santana, João de Lucca et Marcelo Chierighini. L'équipe a établi un nouveau record des Jeux panaméricains avec un temps de 3:13.66. Fratus a également remporté la médaille d'argent au 50 mètres nage libre,,.

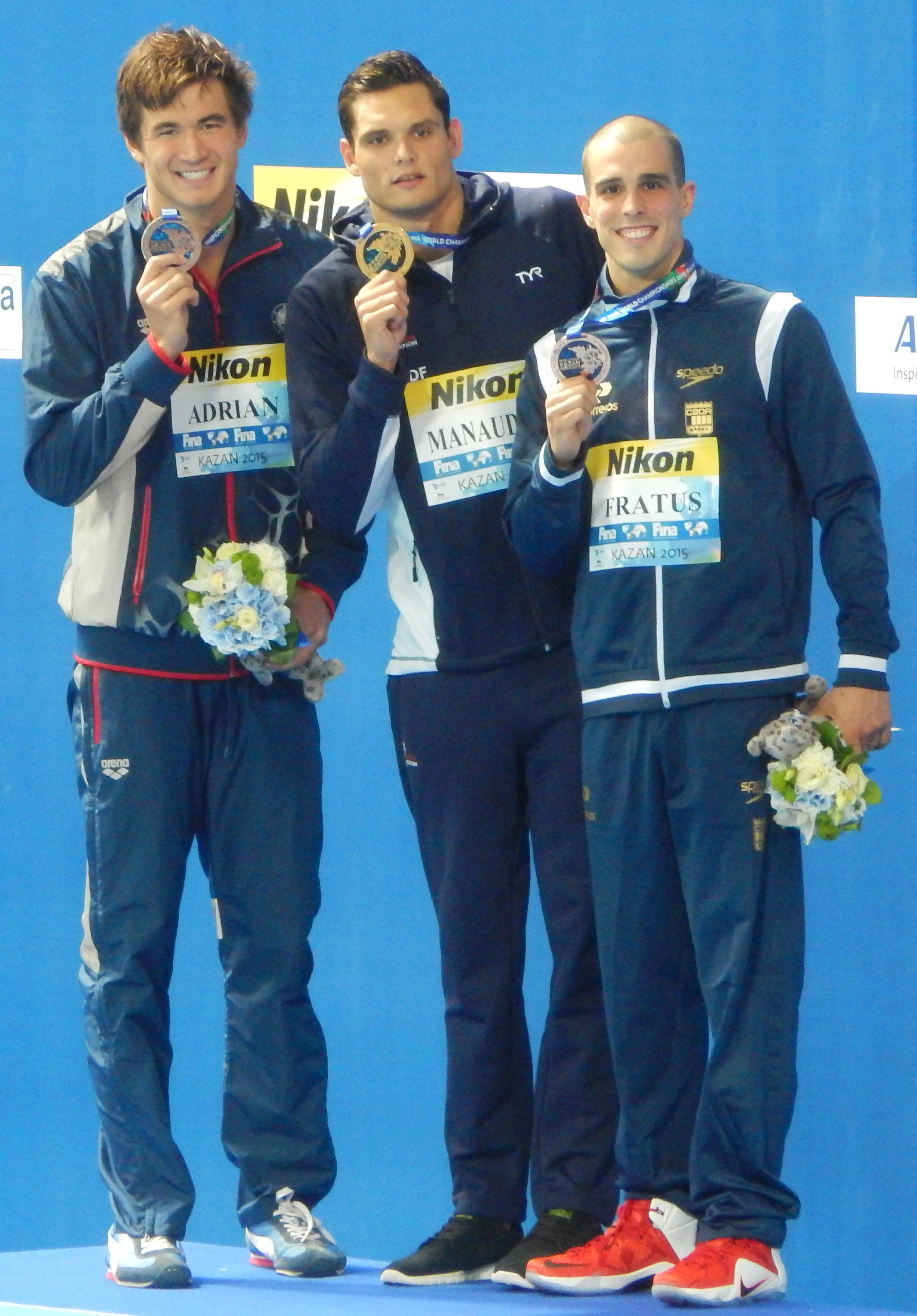
Cérémonie de victoire du 50 m nage libre à Kazan 2015

Aux Championnats du monde de natation 2015 à Kazan, Fratus a remporté sa première médaille aux Championnats du monde au 50 mètres nage libre, où il a remporté le bronze, avec un temps de 21,55. Il a également terminé 4e du relais 4 × 100 mètres nage libre, aux côtés de Marcelo Chierighini, Matheus Santana et João de Lucca. César Cielo n'a pas nagé la finale - malgré sa participation au championnat, il ressentait une douleur à l'épaule ce jour-là; et 6e du relais mixte 4 × 100 mètres nage libre, avec Matheus Santana, Larissa Oliveira et Daynara de Paula, battant le record sud-américain avec un temps de 3:25,58,,,,.
Lors du tournoi Open organisé à Palhoça, Fratus a battu son record personnel au 50 mètres nage libre, avec un temps de 21,37.

### Jeux olympiques de 2016
Aux Jeux olympiques d'été de 2016 à Rio de Janeiro, au Brésil, Fratus est arrivé comme l'un des favoris pour remporter une médaille au 50 mètres nage libre. Il s'est qualifié pour la finale, mais ici, il n'a terminé qu'à la 6ème place avec un temps de 21.79. Dans une interview, il a déclaré: "Pour une raison quelconque, je ne suis pas capable de nager plus vite que ça. Je n'ai aucune idée de ce qui se passe. Cette année a été très mauvaise. Je dois revoir le programme". Avant les Jeux, Fratus souffrait de maux de dos chroniques, et la Confédération brésilienne des sports aquatiques (CBDA) a même envoyé un physiothérapeute aux États-Unis, où Fratus vit et s'entraîne pour accompagner l'athlète.

### 2017-2019
Aux Championnats du monde de natation 2017 à Budapest, dans le relais 4 × 100 mètres nage libre, l'équipe brésilienne composée de Fratus, César Cielo, Marcelo Chierighini et Gabriel Santos a réalisé un résultat historique en remportant la médaille d'argent, le meilleur résultat brésilien de tous les temps. aux championnats du monde dans cette course. Le Brésil a battu le record sud-américain de 2009, toujours à l'ère des super-costumes, avec un temps de 3: 10,34, terminant 0,28 seconde après l'équipe médaillée d'or. La dernière médaille du Brésil dans cette course, aux Mondiaux, avait été obtenue en 1994. Au 50 mètres nage libre, Fratus a réalisé le meilleur temps de sa vie dans la course, 21.27, remportant ainsi la médaille d'argent. Fratus a battu le meilleur temps de César Cielo dans cette course sans les super-costumes (21.32). Il a également aidé le relais 4 × 100 mètres quatre nages du Brésil à se qualifier pour la finale, nageant lors des séries. Il a enregistré ses 59e et 60e 50 mètres en grand bassin sous les 22 secondes le 17 juin 2018 lors du Mare Nostrum Tour , dépassant son compatriote et médaillé d'or olympique Cesar Cielo comme le sprinteur de 21 secondes le plus fréquent de l'histoire,,,,.
En septembre 2018, Fratus a subi une intervention chirurgicale pour corriger une rupture partielle du tendon sous-scapulaire de l'épaule, manquant des compétitions importantes.
Fratus n'a réussi à se réentraîner dans de bonnes conditions qu'en février 2019. En avril, il a réussi à faire le meilleur temps du monde au 50 m nage libre : 21.47. Il a remporté d'innombrables médailles d'or dans les épreuves préparatoires en Europe et a atteint le Championnat du monde avec les trois meilleurs temps du moment au monde : 21.31 (Mare Nostrum Monaco), 21.42 (Sette Colli) et 21.47,.
Aux Championnats du monde de natation 2019 à Gwangju, en Corée du Sud, Fratus a remporté la médaille d'argent au 50 mètres nage libre pour la deuxième fois consécutive, avec un temps de 21,45, perdant uniquement face à Caeleb Dressel. Dans le relais 4 × 100 mètres nage libre, il a terminé 6e, aidant le Brésil à se qualifier pour les Jeux olympiques de Tokyo 2020,.
Aux Jeux panaméricains de 2019 qui se sont tenus à Lima, au Pérou, Fratus a remporté la médaille d'or au 50 mètres nage libre, battant Nathan Adrian, avec un temps de 21,61. Il a remporté une autre médaille d'or au relais 4 × 100 mètres nage libre, battant le record des Jeux panaméricains,.

### Jeux olympiques de 2020
Aux Jeux olympiques d'été de 2020 à Tokyo, au Japon, Bruno Fratus s'est qualifié pour sa troisième finale olympique au 50 mètres nage libre avec un temps de 21 s 60 en demi-finale le 31 juillet 2021. C'est la 90e fois qu'il nage le 50 mètres nage libre en moins de 22 secondes, faisant de lui le premier nageur de l'histoire à le réaliser. Lors de la finale du 1er août, il remporte la médaille de bronze à l'âge de 32 ans avec un temps de 21 s 57. Il s'agit de la quatrième médaille du Brésil dans l'histoire du 50 mètres nage libre aux Jeux olympiques. Bruno Fratus est devenu le nageur en piscine le plus âgé de l'histoire à remporter sa première médaille olympique. Fratus montrant sa joie d'avoir remporté sa première médaille olympique après ses débuts aux Jeux olympiques neuf ans plus tôt a été souligné par Reuters comme l'un des moments joyeux et émotionnels des Jeux olympiques d'été de 2020,,. La célébration de Fratus est devenue virale. C'était presque identique au mème "Bronze Medal" qui est apparu pour la première fois en 2020, les coïncidences ayant attiré l'attention de beaucoup sur les réseaux sociaux.

## Palmarès

### Jeux olympiques
| Édition      | Épreuve         | Épreuve              |
| Édition      | 50 m nage libre | 4 × 100 m nage libre |
| Londres 2012 | 4e 21 s 61      | 9e des séries        |
| Rio 2016     | 6e 21 s 79      | -                    |
| Tokyo 2020   | Bronze 21 s 57  | -                    |

### Championnats du monde
| Édition       | Épreuve         | Épreuve              | Épreuve | Épreuve | Épreuve | Épreuve | Épreuve | Épreuve | Épreuve |
| Édition       | 50 m nage libre | 4 × 100 m nage libre |         |         |         |         |         |         |         |
| Shanghai 2011 | 5e 21 s 96      |                      |         |         |         |         |         |         |         |
| Kazan 2015    | Bronze 21 s 55  | 4e 3 min 13 s 22     |         |         |         |         |         |         |         |
| Budapest 2017 | Argent 21 s 27  | Argent 3 min 10 s 34 |         |         |         |         |         |         |         |
| Gwangju 2019  | Argent 21 s 45  | 6e 3 min 11 s 99     |         |         |         |         |         |         |         |

### Jeux Panaméricains
- Jeux Panaméricains 2011 à Guadalajara (Mexique) :
  -  médaille d'or sur le relais 4 × 100 m nage libre.
  -  médaille d'or sur le relais 4 × 100 4 nages.
  -  médaille d'argent sur le 50 m nage libre.

- Jeux Panaméricains 2015 à Toronto (Canada) :
  -  médaille d'or sur le relais 4 × 100 m nage libre.
  -  médaille d'argent sur le 50 m nage libre.

- Jeux Panaméricains 2019 à Lima (Pérou) :
  -  médaille d'or sur le 50 m nage libre.
  -  médaille d'or sur le relais 4 × 100 m nage libre.